# Реймонд (Іллінойс)
Реймонд (англ. Raymond) — селище (англ. village) в США, в окрузі Монтгомері штату Іллінойс. Населення — 949 осіб (2020).

## Географія
Реймонд розташований за координатами 39°19′11″ пн. ш. 89°34′30″ зх. д. / 39.31972° пн. ш. 89.57500° зх. д. (39.319744, -89.575077).  За даними Бюро перепису населення США в 2010 році селище мало площу 3,42 км², уся площа — суходіл.

## Демографія
Згідно з переписом 2010 року, у селищі мешкало 1006 осіб у 424 домогосподарствах у складі 282 родин. Густота населення становила 294 особи/км².  Було 457 помешкань (134/км²).
Расовий склад населення:
| - 98,4 % — білих - 0,2 % — чорних або афроамериканців - 0,1 % — азіатів |

До двох чи більше рас належало 1,2 %. Частка іспаномовних становила 0,6 % від усіх жителів.
За віковим діапазоном населення розподілялося таким чином: 24,5 % — особи молодші 18 років, 57,2 % — особи у віці 18—64 років, 18,3 % — особи у віці 65 років та старші. Медіана віку мешканця становила 41,7 року. На 100 осіб жіночої статі у селищі припадало 94,2 чоловіків;  на 100 жінок у віці від 18 років та старших — 91,9 чоловіків також старших 18 років.
Середній дохід на одне домашнє господарство  становив 55 952 долари США (медіана — 43 194), а середній дохід на одну сім'ю — 69 927 доларів (медіана — 54 643). Медіана доходів становила 48 750 доларів для чоловіків та 33 125 доларів для жінок. За межею бідності перебувало 17,8 % осіб, у тому числі 21,7 % дітей у віці до 18 років та 15,1 % осіб у віці 65 років та старших.
Цивільне працевлаштоване населення становило 298 осіб. Основні галузі зайнятості: освіта, охорона здоров'я та соціальна допомога — 28,9 %, фінанси, страхування та нерухомість — 11,7 %, роздрібна торгівля — 8,7 %, сільське господарство, лісництво, риболовля — 8,7 %.